# مرشحة كاباليرونية واخزة سوداء
مرشحة كاباليرونية واخزة سوداء (الاسم العلمي: Burkholderia nigropunctata) هي نوع من البكتيريا، سلبية الغرام، تتبع جنس البيركهولدرية.